# Eutrichillum hirsutum
Eutrichillum hirsutum är en skalbaggsart som beskrevs av Antoine Boucomont 1928. Eutrichillum hirsutum ingår i släktet Eutrichillum och familjen bladhorningar. Inga underarter finns listade i Catalogue of Life.